# Alberto Alberti
Pour les articles homonymes, voir Alberto Alberti (cardinal) et Alberti.
Alberto Alberti (Alberto di Giovanni Alberti ou Berto di San Sepolcro) né en (1525 ou 1526) à Borgo Sansepolcro en Toscane, mort à Rome en 1598) est un architecte, peintre, sculpteur sur bois italien de la fin du XVIe siècle.
Alberto Alberti, est le premier élément d'une lignée d'artistes classiques renommés actifs principalement à Rome dont les peintres Alessandro, Giovanni et Cherubino Alberti (1533 - 1615).

## Biographie
Alberto di Giovanni Alberti était un architecte toscan, sculpteur sur bois et peintre, qui a été engagé comme maître sculpteur à Arezzo, où il était responsable des stalles de la cathédrale, et à Rome (de 1564 à 1586). Comme sculpteur de bois, il s'est spécialisé en bois incrusté ou en creux.
À Città di Castello il a exécuté des sculptures dans un certain nombre d'églises.